# 夕張號輕巡洋艦
夕張號輕巡洋艦是日本帝國海軍建造的輕巡洋艦，由於設計風格太多實驗性設計，因此只建一艘，夕張取名自北海道的河流夕張川，軍艦的設計師是平賀讓。

## 簡介
夕張號原本想設計成5,500噸級的輕巡洋艦，但受華盛頓海軍條約限制，日本在輕巡洋艦配額上只剩大約3,000噸可以運用。加上預算限制，平賀讓在日本海軍要求下以3000噸級的軍艦平台為藍本，在新船上要有5,500噸級輕巡洋艦同等的性能，包括同等級的極速（35.5節）、續航力（14海里時速5000海里航程）、及火力（6門140公厘主砲、單舷4管610公厘魚雷），這等設計具有高度挑戰的軍艦於大正22年(1922年)動工，大正23年(1923年)下水完工。本艦主設計師為平賀讓，但細節設計則是由造船少校藤本喜久雄擔任，設計代號「F42」。設計代號的F代表的是驅逐艦，而非巡洋艦以C作為代號，這也表示了夕張號在內部結構上多是採以驅逐艦標準為設計出發點。

### 火力
為了符合武備需求，同樣為140公厘主炮，夕張號採雙連裝砲塔與單裝炮複合配置簡化艦上需要的炮座空間，雙連裝主炮是在1917年為了7,500噸級偵查巡洋艦開發，但因華盛頓海軍條約限制巡洋艦口徑上限後擱置設計，因夕張號需要控制艦體容積而重新設計製造；雙連裝主炮砲塔採全封閉式、電力驅動，長5.5公尺、寬3.4公尺、高2.46公尺，砲塔是由10公厘厚的高張力鋼板製造，防禦力僅能抵禦炮彈破片。由於火炮均設於艦體中央軸線上，側向炮擊有6門可開火，正面射擊時也有3門可以開火，與過去的日軍輕巡相比毫不遜色。
夕張號魚雷管使用長良級輕巡洋艦同款的八年式魚雷與雙連裝魚雷管，魚雷管重8.45公噸，長8.8公尺、寬3.04公尺，每部雙連裝發射管配備一部輸出功率5匹馬力的電動馬達控制轉向。夕張號的魚雷管通通設在船體中央，可分別向左右發射魚雷，煙囪設計成把不同鍋爐艙間內的煙囪整合為單一出口以增加甲板空間運用。
除了艦炮與魚雷，夕張號也配置了日本巡洋艦普遍裝設的一號水雷庫房，水雷庫設置在艦艉，可儲放48枚一號水雷，施放方式由艦艉的水雷施放軌佈設。在必要時可兼任佈雷艦運用。

### 防禦設計

夕張號裝甲配置剖面圖

夕張號的裝甲材質是以NVNC鋼板為主，搭配船殼高張力鋼板（HT鋼），總重量349噸，占全艦總噸位8.9%；較5,500噸級的220-238噸（3.4-3.7％）與天龍級輕巡洋艦的和176噸（4.2％）又更加提升。
在夕張號上最重要的防護設計實驗，為水線裝甲帶整合為為艦身結構體一部分之設計；過去的裝甲是在船殼外包覆，採額外掛置，但平賀讓改變了這種思路。夕張號的水線裝甲帶厚38公厘，呈內傾10度角組裝在雙層船底上，自第5龍骨縱梁處開始衍伸58.5公尺、寬4公尺，可包覆艦體長度42%，完整保護動力段。外層船殼則是厚19公厘的高張力鋼板，在雙層防禦結構的保護下，對於使用碰撞信管的半穿甲彈直擊彈片噴濺的防禦效果較川內級輕巡洋艦要好。該設計在夕張號上實驗成功的經驗，也為後來的日本巡洋艦採用。
夕張號的水平防護主要使用1英吋（25.4公厘）的NVNC鋼板，靠艦體內部鋪設了16公厘的HT鋼、外側鋪設22公厘的HT鋼，靠煙囪附近區域的上層側面則增裝兩層厚32公厘、高63公分的NVNC鋼板強化鍋爐室防禦，其餘未述及之船殼部分材質均以一般高張力鋼板製作，但是重要管道還會再加覆薄HT鋼提高耐損性

### 動力
夕張號配備的重油煤碳混燒鍋爐採用的是驅逐艦規格的型號，一方面是設計基礎限制，二來也是為了控制噸位之權衡。鍋爐分散在三個船艙安裝，一號鍋爐艙配置2座小型鍋爐、二號鍋爐艙配置4座大型鍋爐、三號鍋爐艙配置2座大型鍋爐，總和配置8座鍋爐，鍋爐燃燒工作溫度攝氏156度，蒸氣工作壓力為每平方公分18.3公斤。
鍋爐搭配的是在神風級驅逐艦上所使用的三菱製帕森式齒輪減速蒸汽渦輪發動機，每部發動機理論最大輸出功率為19,300匹軸馬力。渦輪發動機配有高壓渦輪、低壓渦輪以及倒俥渦輪，但沒有巡航渦輪機。每具渦輪機驅動一具直徑3.12公尺的螺旋槳，每分鐘最大轉速400轉。
船內電力系統輸出電壓110伏特，由2部輸出66kw的柴油發電機所提供。
夕張號的燃料裝載在雙重船底之間的夾層，可裝載916公噸重油，設計時是希望提供夕張號在14海浬續航力下有5,000海浬續航力，但實測僅有3,300海浬，續航力甚至不如要率領的驅逐艦。也由於這問題，夕張號設計便有討論到得因應魚雷指揮艦需求換用油煤混燒鍋爐提升續航力，但是油煤混燒的熱量提供不足，因此在承平使用時會採用煤碳提供動力，但是在作戰時主要還是使用全重油做為鍋爐燃料來源。
1923年7月5日進行試航時，夕張號的動力輸出達61,328馬力，締造34.78節的極速數據，這個數值並沒有達到原設定的35節極速，原因是驗收標準是要求在滿載狀態下達到35節輸出，而非標準排水量狀態。雖然在動力性能上有很多不如期望之處，但沒到嚴重影響作戰之情況。
雖然火力配置不弱，但作為軍艦而言夕張號在太小的艦體安裝了等同於輕巡洋艦級的火力，導致其它性能被犧牲掉。原始設計目標的5000海浬續航力實際上只有66.2%的能力，甚至不如驅逐艦，適航性亦不好，同時也缺乏改良空間，所以只建造一艘後就沒有後續建造計畫。然而夕張號上對於軍艦甲板設計的優化是相當成功，很大程度影響未來日製輕巡洋艦與重巡洋艦的設計風格。

## 服役紀錄

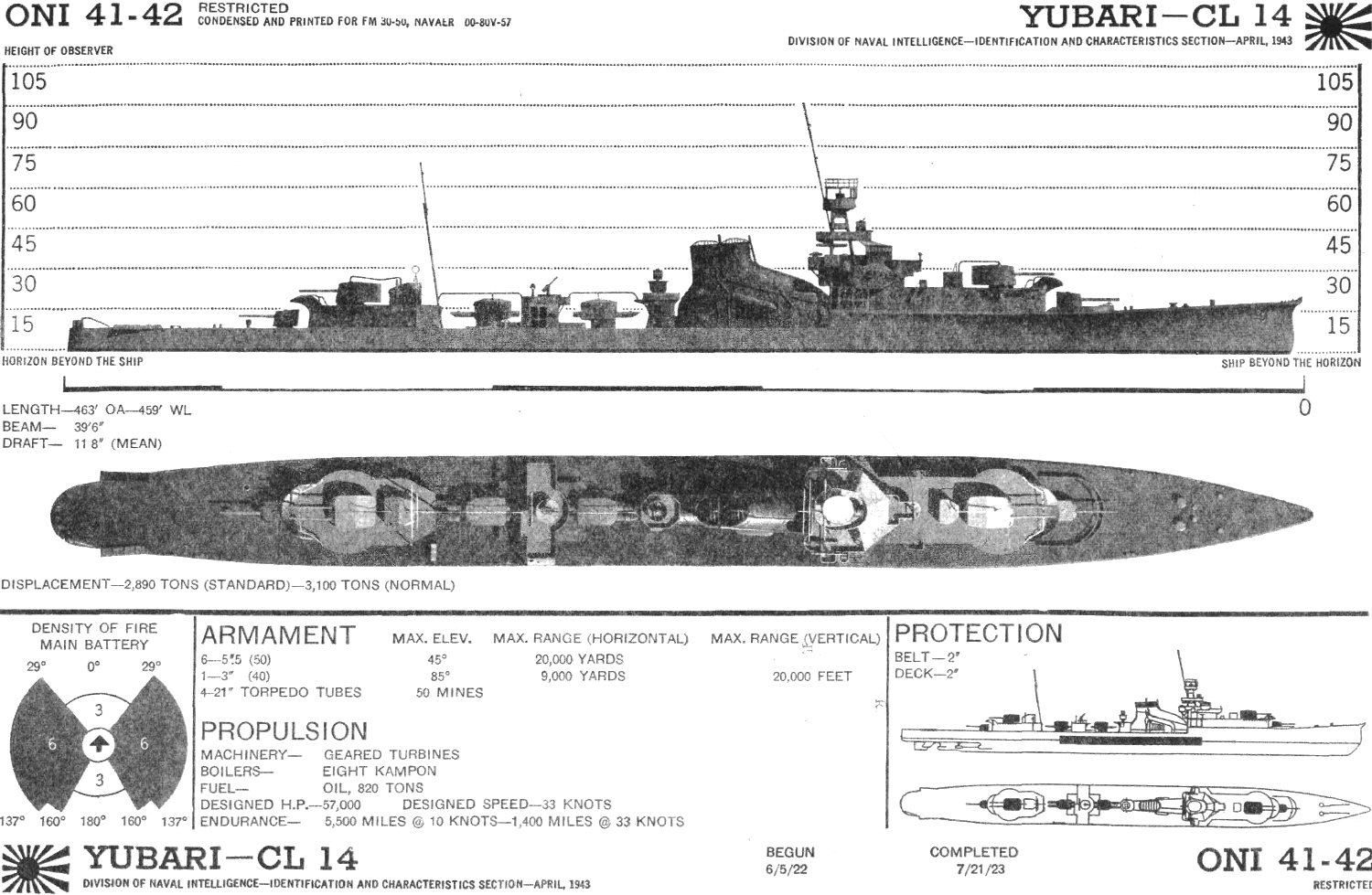
夕張號輕巡洋艦

夕張號在1923年3月5日下水，同年7月5日海試時，夕張號以公試排水量3,463噸的狀態達成輸出動力61,336匹馬力、34.786節的極速。服役後編入第一艦隊的第三戰隊，因為煙囪廢氣灌入艦橋的問題在1924年入塢維修，該次改造將集中式煙囪增高1.8公尺解決廢氣問題。1925年12月1日正式成軍，擔任第一水雷戰隊旗艦，在服役的歷史中主要的職務也是流轉在各水雷戰隊擔任旗艦任務。
1925年4月6日至6月23日，夕張號曾遠航至澳大利亞與夏威夷進行訪問，並在夏威夷與美軍進行演習。
1931年9月4日至1932年1月23日，夕張號在佐世保海軍工廠入塢進行維修，更換無線電通信裝備，改善船艦操作性。

### 中日戰爭
1932年的一二八上海事變時，剛完成維修的夕張號與第一水雷戰隊一同開赴中國上海，臨時編入第三艦隊投入作戰，戰爭進入休戰狀態後在1932年3月22日返回佐世保整補；1935年11月15日，夕張號再度派赴中國上海，正式編入第三艦隊下之第五水雷戰隊擔任旗艦，率領第13、第16驅逐隊共6艘驅逐艦；1937年初夏曾一度駛向荷屬東印度群島訪問，但在1937年7月中日戰爭爆發前回到華中港口，夕張號以第五水雷戰隊旗艦的身分帶領驅逐艦進行中國海岸的封鎖任務；1937年9月13日，夕張號在香港西方的大產島泊地與與第二十九驅逐隊會合，在9月14日北抵廣東，在虎門對開海面和陳舊的中華民國海軍肇和號巡洋艦展開炮戰，夕張號把肇和號打成重傷座礁，但在返航途中遭到中國空軍的A-16俯衝轟炸機空襲輕傷，戰死5人。

### 太平洋戰爭
太平洋戰爭開始時，夕張號作第四艦隊下轄之第六水雷戰隊旗艦帶領一眾驅逐艦參與威克島攻略戰，之後再轉戰南太平洋的新不列顛島和新幾內亞等地，支援陸軍的登陸作戰，1942年的第一次所羅門海戰當中曾向美國文森斯號重巡洋艦發射魚雷，美方認為文森斯號的損失為夕張號的魚雷戰果。後來因水雷戰隊的使用機會大減，夕張號便轉用在船團護衛。
1943年4月1日，夕張號編入第8艦隊下轄之第三水雷戰隊旗艦；7月5日在肖特蘭群島泊地遭磁力感應水雷襲擊，左後舷與推進器受損被迫返國維修，因此沒有參加隔天的庫拉灣海戰。1943年11月5日，夕張號在拉包爾遭美軍薩拉托加號航空母艦、普林斯頓號航空母艦艦載機的機槍掃射，2名成員受傷11月11號再度被空襲掃射，3名成員受傷；11月14日再度有遭掃射受傷的紀錄。夕張號在當時主要為新不列顛島北方離島實施運輸任務，在11月24日晚上遭到空襲挨中至近彈受創，後由長波號驅逐艦從拉包爾拖帶到楚克島實施應急處置後返回日本本土維修。
1943年12月9日，夕張號回到日本本土，在橫須賀海軍工廠入塢；維修完成後，在1944年的1月到3月入塢期間大幅調整武裝，拆除了2座單裝140公厘艦炮，艦艏炮座換裝1門十年式12公分高射砲、艦艉炮座更換為一座三聯裝九六式25毫米高射機炮，另外在主桅杆的兩舷也各增設1座三聯裝高射機炮，加上拆除8公分高射炮後在艦橋等增設的雙連裝高射機炮，最終至少有3座三聯裝、4座雙連裝、8挺單裝，共25門高射機炮，艦艉水雷佈設設備拆除後在該空間增設2條深水炸彈滑軌，艦橋上方的90公分探照燈拆除更換成22號電探。該次維修後，夕張號的基準排水量增加到3,500頓，極速也僅剩32節；但是海試時輪機最大輸出仍有58,943匹軸馬力，就一艘20年役齡的軍艦來說夕張號的動力衰減狀況可說維護得相當良好。
1944年3月2日，夕張號編入南太平洋群島的運輸任務（松運輸），在3月9日到13日進行了短暫的遠航訓練；3月22日擔任護航艦隊旗艦率領6艘運輸艦、6艘護衛艦開往塞班島，艦隊在3月30日抵達而無一損失。4月20日夕張號自賽班出航，目標為帛琉群島的松索羅爾，船上搭載350位陸軍官兵與50噸物資，同行者包括23號才從塞班島出港預定在27號開抵帛琉的夕月號驅逐艦。1944年4月26日，夕張號從帛琉島出航，27日開抵松索羅爾島，裝備上岸作業則在早上9點42分完成。
運出作業完成後，夕張號以19節之字航行狀態離港，開回帛琉島準備和夕月號會合。但是在十多分鐘後的1944年4月27日上午10點1分，夕張號於松索羅爾島南側95度35海浬外的匯合海域約12公里的距離遭美國貓鯊級潛艇蓝鳃太阳鱼号獵殺。太陽魚號發射六枚魚雷，其中1枚命中右舷第一鍋爐間的位置，隨後第一、第二鍋爐間大量浸水
喪失航行能力。同行的白露級驅逐艦「五月雨」雖然曾試圖將夕張拖向港口，但是因為噸位相差過於懸殊而失敗。4月28日凌晨，進水面積擴大，大半艦體已沒入水中，同行的睦月級驅逐艦「夕月」奉命救走倖存的船員，並再度試圖拖曳夕張入港，同日10時15分，唯一浮在水面上的艦艏部開始進水，全艦沉沒，此次中雷共戰死19人。海军史学家西奥多·罗斯科在官方的《二战美国潜艇作战全史》中对此评论道：“就这样，太阳鱼号取得了比首要目标驱逐舰大出整整1,000吨的战果，日本海军的夕张号轻巡洋舰成了她的牺牲品，沉没在松索罗尔外海，好比天皇金鱼缸里的一条死金鱼。夕张号属于一支独一无二的船级，可死却是不分等级的。”